# 電気保安操作
電気保安操作（でんきほあんそうさ）は、発電・変電・送電・配電・受電設備、電力機器等の工事・整備・点検の際の作業員の安全を守るための操作である。
電気鉄道事業者（JR各社）などでは、分離操作・結合操作と呼ばれることがある。
基本は、無電圧にすることであるが、近年は不可能なことも多い。

## 電源の遮断
電源の遮断は、基本的に負荷機器に近い所(下位側)から行う。
- 分岐回線の配線用遮断器を開放する。
- 全ての分岐回線を開放した後、低圧側主遮断器を開放する。

その後、高圧機器の操作に入る。
- 高圧分岐（フィーダー）遮断器を開放する。
- 受電用遮断器を開放した後、電源側開閉器を開放する。
- 送電禁止表示の取り付けや、充電区間表示・絶縁用防具の取り付け、施錠などを行う。
- 無電流にしてから、断路器および断路機能しかない接点を開く。
- 検電器で停電の確認をし、短絡接地器具を付ける。（短絡接地器具付ける際は、接地側を先に付け電路側を後に付ける。外すときはその逆の手順である）
- 電路ごとに検電を行い、残留電荷の放電（大地へ逃がす）を行う。
- 制御電源の開閉器を開放する。
- 作業開始の指示を行う。

※特別高圧で受電しているなど、さらに上位系統がある場合でも、下位側から上位側へ遮断するため、基本的に低圧→高圧→特別高圧の順に遮断する。
電源の供給は逆の手順で行う。

## 作業指示の方法
作業指示は、他の意味に取られるような言葉では行わないようにしなければならない。
無電圧にするときに「電源を切れ。」と指示したところ、ペンチで電圧のかかった電線を切断し電気事故になったことがあったため、電力関係の保安操作指示では「開放」・「開く」・「Off」などが用いられる。（通電する際は、「投入」・「入れる」・「On」などと表現する）
さらに、かつては短絡接地器具を付ける際に「接地をとる」と言われていたことがあった。しかし、“とる”という表現は、“付ける”のか“外す”のかあいまいであるため、用いてはならない。あくまでも接地は「付ける」か「外す」と表現すべきである。
また、左から何番目などでは無く、機器の正確な名称・番号等で指示し、銘板を指差喚呼してから操作させるべきである。
開閉器、遮断器等の操作時には、指揮監督者の指示を受けたのちに声を出してカウントするよう規定されている事業者もある。（例：○○番投入します。サン・ニー・イチ・投入！など）

## 関連法令
労働安全衛生規則第5章「電気による危険の防止」においては、次のように定められている。
- 第339条:停電作業を行う場合の措置
  - 開路に用いた開閉器に、作業中、施錠し、若しくは通電禁止に関する所要事項を表示し、又は監視人を置くこと。
  - 開路した電路が電力ケーブル、電力コンデンサー等を有する電路で、残留電荷による危険を生ずるおそれのあるものについては、安全な方法により当該残留電荷を確実に放電させること。
  - 開路した電路が高圧又は特別高圧であったものについては、検電器具により停電を確認し、かつ、誤通電、他の電路との混触又は他の電路からの誘導による感電の危険を防止するため、短絡接地器具を用いて確実に短絡接地すること。
  - 事業者は、前項の作業中又は作業を終了した場合において、開路した電路に通電しようとするときは、あらかじめ、当該作業に従事する労働者について感電の危険が生ずるおそれのないこと及び短絡接地器具を取りはずしたことを確認した後でなければ、行ってはならない。
- 第340条:断路器等の開路
  - 事業者は、高圧又は特別高圧の電路の断路器、線路開閉器等の開閉器で、負荷電流をしゃ断するためのものでないものを開路するときは、当該開閉器の誤操作を防止するため、当該電路が無負荷であることを示すためのパイロットランプ、当該電路の系統を判別するためのタブレット等により、当該操作を行う労働者に当該電路が無負荷であることを確認させなければならない。ただし、当該開閉器に、当該電路が無負荷でなければ開路することができない緊錠装置を設けるときは、この限りでない。
- 第341条:高圧活線作業 
  - 事業者は、高圧の充電電路の点検、修理等当該充電電路を取り扱う作業を行う場合において、当該作業に従事する労働者について感電の危険が生ずるおそれのあるときは、次の各号のいずれかに該当する措置を講じなければならない。
  - 労働者に絶縁用保護具を着用させ、かつ、当該充電電路のうち労働者が現に取り扱つている部分以外の部分が、接触し、又は接近することにより感電の危険が生ずるおそれのあるものに絶縁用防具を装着すること。
  - 労働者に活線作業用器具を使用させること。
  - 労働者に活線作業用装置を使用させること。この場合には、労働者が現に取り扱つている充電電路と電位を異にする物に、労働者の身体又は労働者が現に取り扱つている金属製の工具、材料等の導電体（以下「身体等」という。）が接触し、又は接近することによる感電の危険を生じさせてはならない。
  - 労働者は、前項の作業において、絶縁用保護具の着用、絶縁用防具の装着又は活線作業用器具若しくは活線作業用装置の使用を事業者から命じられたときは、これを着用し、装着し、又は使用しなければならない。
- 第342条:高圧活線近接作業 
  - 事業者は、電路又はその支持物の敷設、点検、修理、塗装等の電気工事の作業を行う場合において、当該作業に従事する労働者が高圧の充電電路に接触し、又は当該充電電路に対して頭上距離が30cm以内又は躯側距離若しくは足下距離が60cm以内に接近することにより感電の危険が生ずるおそれのあるときは、当該充電電路に絶縁用防具を装着しなければならない。ただし、当該作業に従事する労働者に絶縁用保護具を着用させて作業を行う場合において、当該絶縁用保護具を着用する身体の部分以外の部分が当該充電電路に接触し、又は接近することにより感電の危険が生ずるおそれのないときは、この限りでない。
  - 労働者は、前項の作業において、絶縁用防具の装着又は絶縁用保護具の着用を事業者から命じられたときは、これを装着し、又は着用しなければならない。
- 第343条:絶縁用防具の装着等 
  - 事業者は、前二条の場合において、絶縁用防具の装着又は取りはずしの作業を労働者に行なわせるときは、当該作業に従事する労働者に、絶縁用保護具を着用させ、又は活線作業用器具若しくは活線作業用装置を使用させなければならない。
  - 労働者は、前項の作業において、絶縁用保護具の着用又は活線作業用器具若しくは活線作業用装置の使用を事業者から命じられたときには、これを着用し、又は使用しなければならない。
- 第344条:特別高圧活線作業
  - 事業者は、特別高圧の充電電路又はその支持がいしの点検、修理、清掃等の電気工事の作業を行う場合において、当該作業に従事する労働者について感電の危険が生ずるおそれのあるときは、次の各号のいずれかに該当する措置を講じなければならない。
  - 労働者に活線作業用器具を使用させること。この場合には、身体等について、次の表の上欄に掲げる充電電路の使用電圧に応じ、それぞれ同表の下欄に掲げる充電電路に対する接近限界距離を保たせなければならない。

| 充電電路の使用電圧（単位:kV） | 充電電路に対する接近限界距離（単位:cm） |
| ----------------------------- | --------------------------------------- |
| 22以下                        | 20                                      |
| 22をこえ33以下                | 30                                      |
| 33をこえ66以下                | 50                                      |
| 66をこえ77以下                | 60                                      |
| 77をこえ110以下               | 90                                      |
| 110をこえ154以下              | 120                                     |
| 154をこえ187以下              | 140                                     |
| 187をこえ220以下              | 160                                     |
| 220をこえる場合               | 200                                     |

- - 労働者に活線作業用装置を使用させること。この場合には、労働者が現に取り扱つている充電電路若しくはその支持がいしと電位を異にする物に身体等が接触し、又は接近することによる感電の危険を生じさせてはならない。
  - 労働者は、前項の作業において、活線作業用器具又は活線作業用装置の使用を事業者から命じられたときは、これを使用しなければならない。
- 第345条:特別高圧活線近接作業 
  - 事業者は、電路又はその支持物（特別高圧の充電電路の支持がいしを除く。）の点検、修理、塗装、清掃等の電気工事の作業を行う場合において、当該作業に従事する労働者が特別高圧の充電電路に接近することにより感電の危険が生ずるおそれのあるときは、次の各号のいずれかに該当する措置を講じなければならない。
  - 労働者に活線作業用装置を使用させること。
  - 身体等について、前条第一項第一号に定める充電電路に対する接近限界距離を保たせなければならないこと。この場合には、当該充電電路に対する接近限界距離を保つ見やすい箇所に標識等を設け、又は監視人を置き作業を監視させること。
  - 労働者は、前項の作業において、活線作業用装置の使用を事業者から命じられたときは、これを使用しなければならない。
- 第346条:低圧活線作業 
  - 事業者は、低圧の充電電路の点検、修理等当該充電電路を取り扱う作業を行う場合において、当該作業に従事する労働者について感電の危険が生ずるおそれのあるときは、当該労働者に絶縁用保護具を着用させ、又は活線作業用器具を使用させなければならない。
  - 労働者は、前項の作業において、絶縁用保護具の着用又は活線作業用器具の使用を事業者から命じられたときは、これを着用し、又は使用しなければならない。
- 第347条:低圧活線近接作業 
  - 事業者は、低圧の充電電路に近接する場所で電路又はその支持物の敷設、点検、修理、塗装等の電気工事の作業を行う場合において、当該作業に従事する労働者が当該充電電路に接触することにより感電の危険が生ずるおそれのあるときは、当該充電電路に絶縁用防具を装着しなければならない。ただし、当該作業に従事する労働者に絶縁用保護具を着用させて作業を行う場合において、当該絶縁用保護具を着用する身体の部分以外の部分が当該充電電路に接触するおそれのないときは、この限りでない。
  - 事業者は、前項の場合において、絶縁用防具の装着又は取りはずしの作業を労働者に行なわせるときは、当該作業に従事する労働者に、絶縁用保護具を着用させ、又は活線作業用器具を使用させなければならない。
  - 労働者は、前二項の作業において、絶縁用防具の装着、絶縁用保護具の着用又は活線作業用器具の使用を事業者から命じられたときは、これを装着し、着用し、又は使用しなければならない。
- 第350条:電気工事の作業を行う場合の作業指揮等 
  - 事業者は、第339条（停電作業）、第341条第1項（高圧活線作業）、第342条第1項（高圧活線近接作業）、第344条第1項（特別高圧活線作業）又は第345条第1項（特別高圧活線近接作業）の作業を行うときは、当該作業に従事する労働者に対し、作業を行う期間、作業の内容並びに取り扱う電路及びこれに近接する電路の系統について周知させ、かつ、作業の指揮者を定めて、その者に次の事項を行なわせなければならない。 
    - 労働者にあらかじめ作業の方法及び順序を周知させ、かつ、作業を直接指揮すること。
    - 第345条第1項の作業（特別高圧活線近接作業）を同項第2号の措置を講じて行うときは、標識等の設置又は監視人の配置の状態を確認した後に作業の着手を指示すること。
    - 電路を開路して作業を行うときは、当該電路の停電の状態及び開路に用いた開閉器の施錠、通電禁止に関する所要事項の表示又は監視人の配置の状態並びに電路を開路した後における短絡接地器具の取付けの状態を確認した後に作業の着手を指示すること。